# Донецкгеология

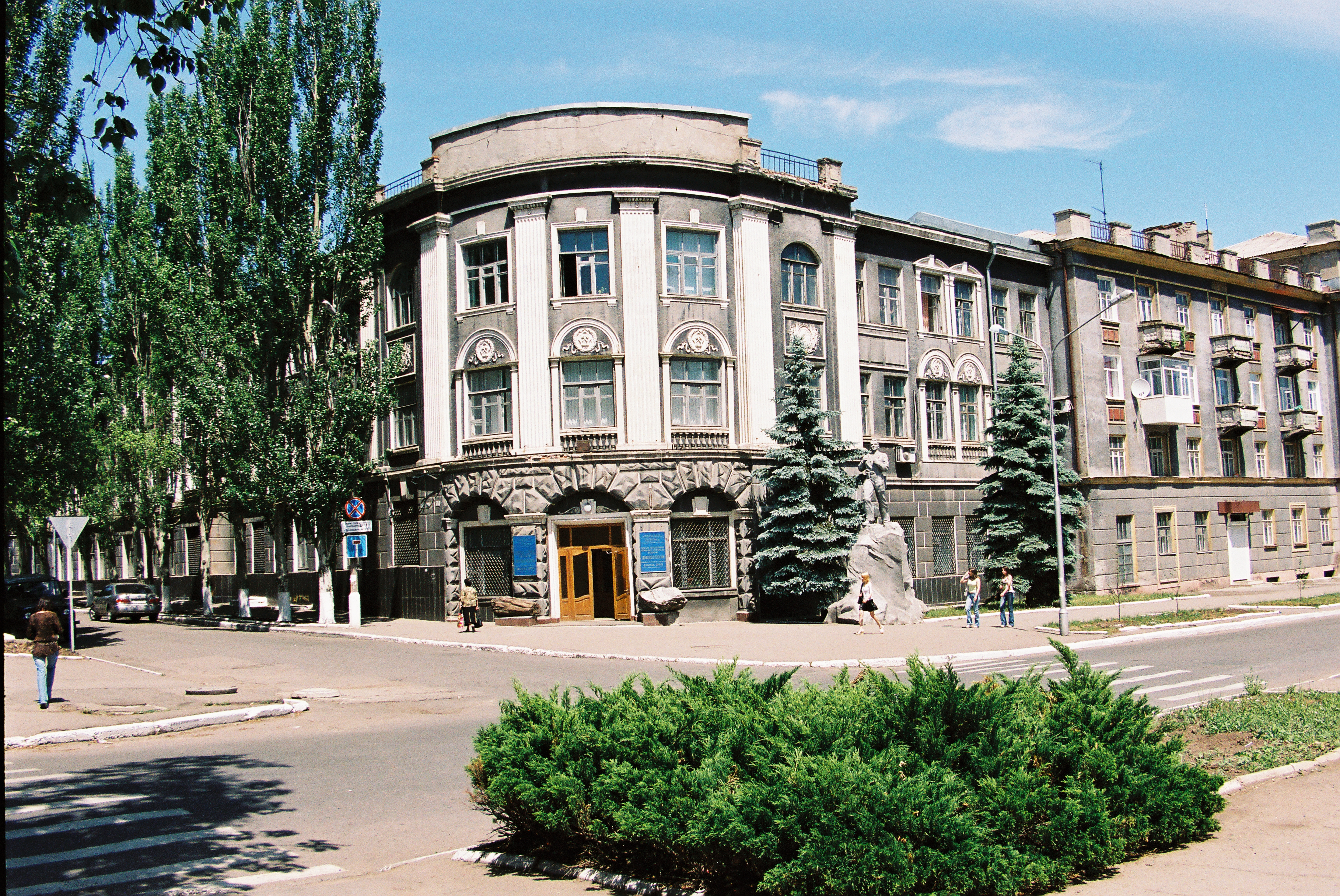
Здание предприятия

Донецкое государственное региональное геологическое предприятие «Донецкгеология» — региональный представитель Государственной геологической службы Министерства экологии и природных ресурсов Украины в Донецкой и прилегающих к ней районах Харьковской и Днепропетровской областей. Место расположения — г. Бахмут Донецкой области.

## История
Под названием трест «Донбассуглеразведка» основан в феврале 1930 года в составе объединения «Уголь» с целью проведения геологоразведочных работ под строительство угольных шахт. В дальнейшем, с расширением круга геологических задач по изучению недр Донбасса, предприятие несколько раз меняло свое название: трест «Артемуглегеология» — трест «Артемгеология» — ВО (ДГП) «Донбассгеология» — и, наконец, с 1998 года получило современное название в части государственной геологической службы Донбасса.

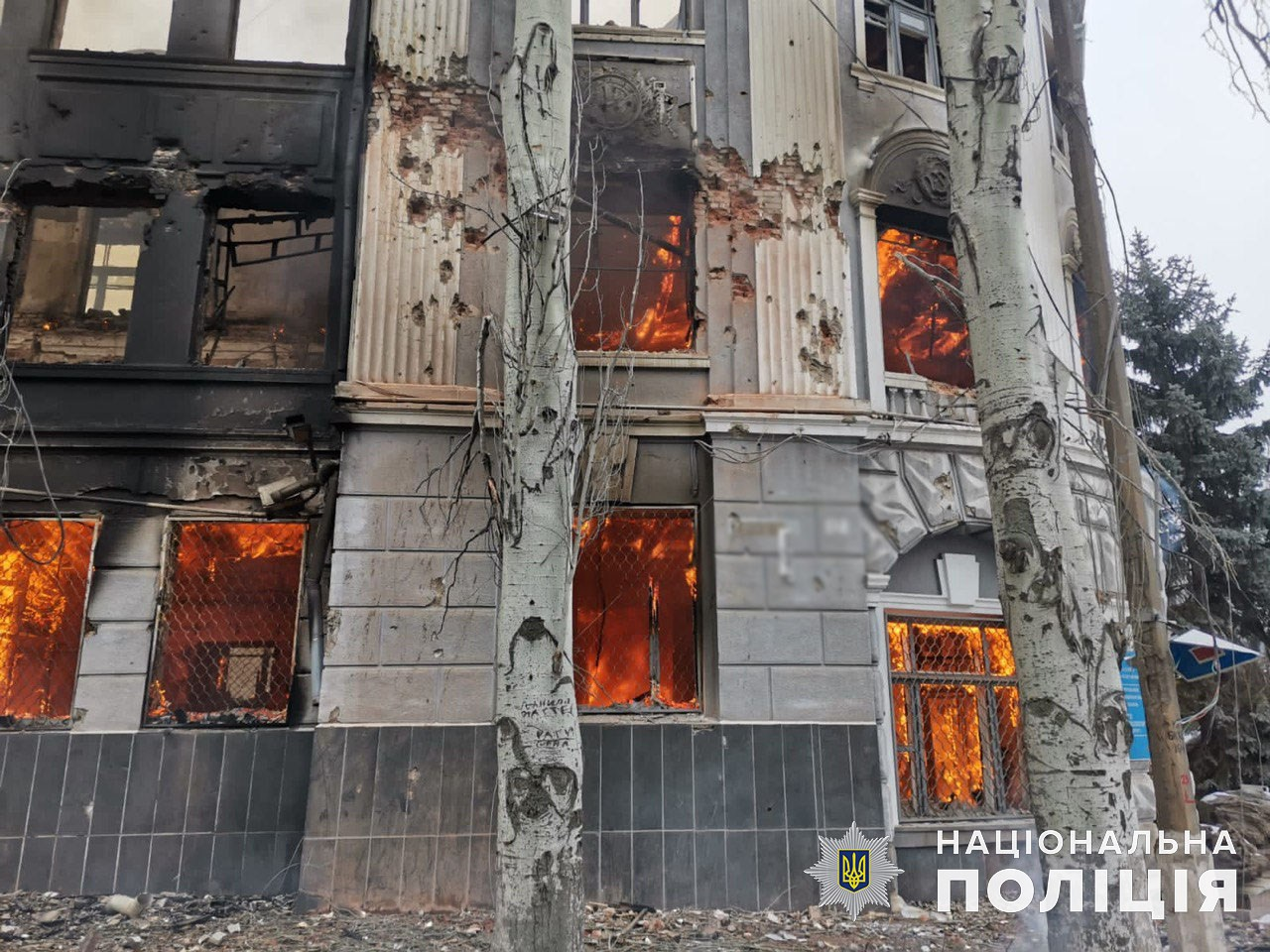
После обстрела (2023)

3 февраля 2023 года здание «Донецкгеологии» было уничтожено российским обстрелом в ходе битвы за Бахмут.

## Наследие «Донецкгеологии»
В Донецкой области в пределах Западного и Северо-Западного Донбасса разведано более 1000 месторождений 60 видов полезных ископаемых. Ещё около 600 перспективных площадей, участков и проявлений нуждаются в дальнейшем геологическом изучении и оценке.
Создана надёжная минерально-сырьевая база для действующих в области базовых отраслей промышленности: топливно-энергетической (уголь, метан), металлургической (флюсовое и формовочное сырье, огнеупорные и тугоплавкие глины), химической (каменная соль, мел), строительной (мергель, гипс, керамические глины, строительные и стеклянные пески, природные камни), фарфорово-фаянсовой (глины, каолин, пегматиты) и др. В перспективе создание сырьевой базы для добычи и производства: редких и редкоземельных (цирконий, ниобий, тантал, иттрий, церий и др.), цветных (медь, свинец, цинк) и черных (железо) металлов, графита, вермикулита, фосфоритов, калийной соли, плавикового шпата, бентонита, кварцита, магнезиальных огнеупоров и т.д.

## Современная деятельность
«Донецкгеология» самостоятельно выполняет весь комплекс геологоразведочных работ от геологического и гидрогеологического картирования площадей до разведки отдельных месторождений и передачи их в промышленное освоение, а также любые услуги геолого-информационного и аналитического направлений, связанных с геологическим изучением недр или их использованием. , ведением баланса запасов полезных ископаемых, изучением режима подземных вод и опасных геологических процессов. На предприятии работает более 300 геологов, гидрогеологов, лаборантов, бурильщиков и т.д. специалистов; оно располагает необходимыми техническими средствами бурения скважин, мощной лабораторной базой, компьютерным обеспечением, крупным геолого-информационным фондом. Кроме г. Артёмовска, отдельные подразделения и представительства «Донецкгеология» расположены в городах Мариуполе, Волновахе, Макеевке, Горловке, Красногоровке, Торезе и в г. Павлограде (Днепропетровская область).